# كيث كوك (لاعب كرة قدم أسترالية)
كيث كوك (بالإنجليزية: Keith Cook)‏ هو لاعب كرة قدم أسترالية أسترالي، ولد في 4 ديسمبر 1922 في Croydon, Victoria ‏ في أستراليا، وتوفي في 16 مايو 1971.

## وصلات خارجية
- كيث كوك على موقع AustralianFootball.com (الإنجليزية)
- كيث كوك على موقع AFLtables.com (الإنجليزية)